# Mariano Indalecio Loza
Mariano Indalecio Loza (Goya, Corrientes, 20 de mayo de 1850 - Buenos Aires, 31 de diciembre de 1920) fue un médico, abogado y político argentino, que ejerció como gobernador provincia de Corrientes entre 1913 y 1917.

## Biografía
Se recibió de médico en la Universidad de Buenos Aires, con una tesis titulada "estudio médico-legal de las causas de nulidad del matrimonio", tesis que —con pocas variaciones— le permitió también doctorarse en jurisprudencia. Tuvo activa participación en la lucha contra la epidemia de cólera de 1886.
Fue intendente de la ciudad de Goya, donde fundó una escuela profesional. En 1910 fue elegido diputado nacional por su provincia, y participó en la discusión sobre la Ley Sáenz Peña.
En 1913 fue elegido gobernador por el Partido Liberal, con un acuerdo con los autonomistas, llevando de vicegobernador al autonomista Eugenio Breard. Fueron sus ministros Justino I. Solari y Manuel A. Bermúdez. Durante su gestión, la crisis económica causada por la Primera Guerra Mundial impidió al gobierno llevar adelante prácticamente ninguna iniciativa útil; la única excepción fue la adaptación de la ley electoral provincial a la Ley Sáenz Peña. La situación financiera fue tan grave que el gobernador debió aportar de su propio peculio medio millón de pesos para saldar las deudas atrasadas con los maestros de la provincia, gestión que logró mantener en secreto durante años.
Durante su mandato, ambos partidos oficialistas se separaron en facciones: los autonomistas se dividieron entre los seguidores del vicegobernador Breard y del gobernador anterior, Juan Ramón Vidal; por su parte, también surgió un grupo liberal opuesto al gobernador. Las facciones volvieron a unirse para enfrentarse los dos partidos entre sí en ocasión de las elecciones nacionales de 1916: Loza apoyaba la fórmula presidencial del Partido Demócrata Progresista, mientras los autonomistas apoyaron a la fórmula conservadora de Ángel D. Rojas.
Cuando el gobernador Loza realizó un viaje a Buenos Aires y se excedió en el período autorizado, la legislatura lo declaró cesante; pero antes de que se eligiera su sucesor, reapareció este en la capital provincial. La legislatura declaró que Loza ya no era gobernador y solicitó al presidente Victorino de la Plaza la intervención federal de la provincia. Decretada ésta, el interventor —que era el ministro de Marina, Juan Pablo Sáenz Valiente— se hizo cargo del gobierno provincial, aunque Loza siguió ejerciendo parte de sus funciones. Sáenz Valiente presidió las elecciones nacionales, en las que triunfó la lista de electores nacionales liberales, pero éstos decidieron votar por Rojas; obtenido el triunfo para su sector, y solucionada en parte la crisis interna en Corrientes, el interventor restituyó a Loza al gobierno provincial, en junio de 1916.
No obstante, las facciones políticas conservadoras se atacaban mutuamente, en momentos en que asumía el gobierno nacional el radicalismo, presidido por Hipólito Yrigoyen. El gobernador intentó unificar al oficialismo en un único partido —denominado "Concentración Cívica"— que, en lugar de unificar a los partidos, se convirtió en un tercer partido en pugna.
Las elecciones para el cargo de gobernador dieron el primer lugar a la Unión Cívica Radical, que contaba con los votos del liberalismo en el colegio electoral para llevar a la gobernación a su caudillo, Ángel S. Blanco, pero una maniobra del senador Vidal le dio el triunfo a Adolfo Contte. El gobernador, que ya estaba golpeado por la escasa participación popular en las elecciones, pidió al presidente Yrigoyen la intervención federal de su provincia. El presidente decidió la intervención federal, anunciándola como una medida reparadora frente al régimen conservador que el radicalismo pretendía restaurar; el interventor, Daniel Goitia, asumió el cargo en noviembre de 1917.
Loza falleció en Buenos Aires el último día del año 1920.